# Dosed
Singles de Red Hot Chili Peppers
Can't Stop
(2002) Fortune Faded
(2003)
Dosed est une chanson des Red Hot Chili Peppers. Elle n'est sortie en single qu'aux États-Unis en 2003 et aucun clip n'a été réalisé pour ce single. Quatre guitares jouent sur la chanson des morceaux différents et John Frusciante accompagne Anthony Kiedis au chant sur la première et la troisième ligne du refrain.